# Puerto de Taliarte
El puerto de Taliarte se encuentra en la ciudad canaria de Telde, isla de Gran Canaria, España. Es un puerto de titularidad del Cabildo de Gran Canaria.
El muelle de Taliarte representa un elemento estratégico en la proyección económica, deportiva, educativa, científica y social de Telde. Dentro de sus instalaciones se halla el Instituto Canario de Ciencias Marinas.
En el 2008 comenzará la construcción de la Plataforma Oceánica de Canarias (PLOCAN), con el fin de convertir al puerto en un centro nacional e internacional de investigación de ciencias marinas.